# Gianluca Prestianni
Gianluca Prestianni Gross (Cidadela, Buenos Aires, 31 de janeiro de 2006) é um futebolista ítalo-argentino que atua como atacante. Atualmente joga pelo Benfica.

## Carreira

### Vélez Sarsfield
Prestianni fez sua estreia profissional pelo Vélez Sarsfield na Copa Libertadores da América de 2022, em 24 de maio, na partida contra o Estudiantes. É o jogador mais jovem a atuar pelo time do El Fortín, com 16 anos, 3 meses e 23 dias.
Em 11 de outubro de 2023, foi eleito pelo jornal inglês The Guardian como um dos melhores jogadores nascidos em 2006 em todo o mundo.

### Benfica
No dia 22 de dezembro de 2023, o Vélez anunciou que havia chegado a um acordo com o clube português Benfica para a venda de Prestianni, com o acordo exigindo o pagamento de 9 milhões de euros, mais 2 milhões de euros em complementos, e 85% dos direitos econômicos do jogador. No entanto, o negócio estava previsto para ser concretizado somente após o décimo oitavo aniversário do jogador, em 31 de janeiro de 2024.
No dia que completou seus dezoito anos, foi apresentado no Benfica. O jogador assinou até 2029 e fica com uma cláusula de rescisão de 100 milhões euros.

## Seleção Argentina
Prestianni jogou pela Seleção Argentina na categoria sub-17.
Em março de 2023, vários meios de comunicação começaram a reportar sobre o interesse de Roberto Mancini em chamar Prestianni para ingressar na Seleção Italiana de Futebol, poucas semanas depois de uma mudança semelhante ter sido realizada com sucesso pelo compatriota ítalo-argentino Mateo Retegui.

## Estatísticas

### Clubes
- Atualizado até 31 de janeiro de 2024 [14]

| Clube           | Temporada | Liga             | Liga  | Liga | Copa Argentina | Copa Argentina | Continental | Continental | Total | Total |
| Clube           | Temporada | Divisão          | Jogos | Gols | Jogos          | Gols           | Jogos       | Gols        | Jogos | Gols  |
| --------------- | --------- | ---------------- | ----- | ---- | -------------- | -------------- | ----------- | ----------- | ----- | ----- |
| Vélez Sarsfield | 2022      | Primera División | 5     | 0    | 0              | 0              | 1           | 0           | 6     | 0     |
| Vélez Sarsfield | 2023      | Primera División | 31    | 2    | 2              | 1              | —           | —           | 33    | 3     |
| Total           | Total     | Total            | 36    | 2    | 2              | 1              | 1           | 0           | 39    | 3     |
| Benfica         | 2024      | Primeira Liga    | 0     | 0    | 0              | 0              | 0           | 0           | 0     | 0     |
| Total           | Total     | Total            | 0     | 0    | 0              | 0              | 0           | 0           | 0     | 0     |
| Total           | Total     | Total            | 36    | 2    | 2              | 1              | 1           | 0           | 39    | 3     |

1. ↑  Aparições na Copa Libertadores

## Títulos

#### Benfica
- Supertaça Cândido de Oliveira: 2025